# Vladimir Gavrikov
Vladimir Yuryevich Gavrikov (en russe : Владимир Юрьевич Гавриков) est un biathlète soviétique. 

## Biographie
Gavrikov fait ses débuts internationaux dans la Coupe du monde en 1980, où il gagne le sprint et l'individuel de Lahti, ses deux seuls succès dans l'élite mondiale.
Lors de sa deuxième et ultime saison, il est médaillé de bronze aux Championnats du monde à Lahti encore, où il est aussi neuvième de l'individuel et dixième du sprint.

## Palmarès

### Championnats du monde
- Championnats du monde 1981 à Lahti :
  -  Médaille de bronze en relais.

### Coupe du monde
- 4e du classement général en 1980.
- 2 podiums individuels : 2 victoires.

#### Liste des victoires
2 victoires (1 en sprint et 1 à l'individuel)
| Saison              | Date         | Lieu  | Discipline       |
| ------------------- | ------------ | ----- | ---------------- |
| 1979-80 2 victoires | 14 mars 1980 | Lahti | 10 km sprint     |
| 1979-80 2 victoires | 15 mars 1980 | Lahti | 20 km individuel |

.